# Napoleon (1927)
Napoleon (OT: Napoléon) ist ein französischer Historienfilm von Abel Gance aus dem Jahr 1927, der den Aufstieg Napoléon Bonapartes von seiner Ausbildung an der Kadettenschule bis zum Italienfeldzug zum Inhalt hat.

## Handlung
Im Winter 1781 zeigt der junge Napoleon auf der Militärschule in Brienne erste Qualitäten als Führer in einer Schneeballschlacht.
Jahre später werden im revolutionären Club des Cordeliers patriotische Reden gehalten und die Marseillaise zum Lied der Bewegung. Da die Bevölkerung noch Hunger leidet, sieht Napoleon die Früchte der Revolution gefährdet. Angesichts der allgegenwärtigen gewaltsamen Durchsetzung politischer Interessen schwebt ihm eine Erklärung der Menschen- und Bürgerrechte vor.
Zur Erweckung eines Nationalgefühls fährt er nach zwölf Jahren mit seiner Schwester Elisa erstmals wieder in seine Heimatstadt Ajaccio auf Korsika und erfährt dort von Paolis Plänen eines Verkaufs an England. Die Bürger sind sich untereinander nicht einig, ob sie zu Spanien, Italien oder England gehören sollen; alle fordern jedoch den Tod Napoleons, der das verhasste Frankreich zum Vaterland erklärt. Auch sein Charisma hilft ihm nicht, er flieht am 26. Mai 1793 mit einem Boot von der Insel. Während Napoleon einen Sturm auf See erlebt, wird im Nationalkonvent tumultartig gestritten und die Köpfe der Revolution fallen der Terrorherrschaft zum Opfer.
Im September 1793 belagert die französische Armee den Hafen von Toulon, in dem sich etwa 20.000 englische, italienische und spanische Besatzer befinden. Napoleon ist als Captain der Artillerie dabei. Unter General Dugommier wird sein militärisches Talent erkannt. Er wird zum Commandeur der Artillerie befördert. Bei Nacht und Regen greift er die Briten an und siegt nach drei Tagen Kampf.
Robespierre bietet Bonaparte den Posten des Kommandanten der Pariser Garnison an, den dieser jedoch ablehnt und dafür verhaftet wird. Die Terrorherrschaft fordert nun täglich viele Opfer durch die Guillotine. Der Nationalkonvent rebelliert gegen die Machenschaften der Robespierristen; Robespierre, Couthon, Saint-Just und Henriot werden guillotiniert. General Bonaparte kommt frei.
Der Kriegsminister Aubry bietet ihm vergeblich ein Kommando im Kampf gegen den Aufstand der Vendée an; Bonaparte hält die Bedrohung von außen für gefährlicher als diese Bedrohung von innen. Er schlägt stattdessen seine Pläne für eine Italien-Kampagne vor.
Barras gewinnt Bonapartes Unterstützung gegen die konterrevolutionären Royalisten. Nach deren Niederschlagung wird Bonaparte zum Oberbefehlshaber der Armee des Inneren ernannt. Er lernt in den Kreisen der politischen Führer Joséphine de Beauharnais kennen und verliebt sich in sie. Sie stimmt einer Ehe zu und sorgt für Bonapartes Ernennung zum Oberbefehlshaber der Italienarmee.
Vor seiner Abreise nach Italien begibt sich Bonaparte in den leeren Konventssaal, wo er sich mit einer Vision des Wunsches der hingerichteten Revolutionsführer zum starken autoritären Führer und zur Verbreitung der Revolution über Europa, sowie zur Befreiung der Unterdrückten, der Einigung Europas, der Niederschlagung der Grenzen und Bildung einer universellen Republik berufen fühlt. Er verkündet, dass zur Erreichung des großen Ziels viele Kriege gekämpft werden müssen, damit eines Tages Siege ohne Waffen errungen werden können.
Gegen den Widerstand der Generäle setzt Bonaparte im Italienfeldzug seine Strategie des Angriffs trotz zahlenmäßiger Unterlegenheit durch. Mit einer ermutigenden Rede mobilisiert er sein Heer, das nun gen Italien zieht.

## Hintergrund

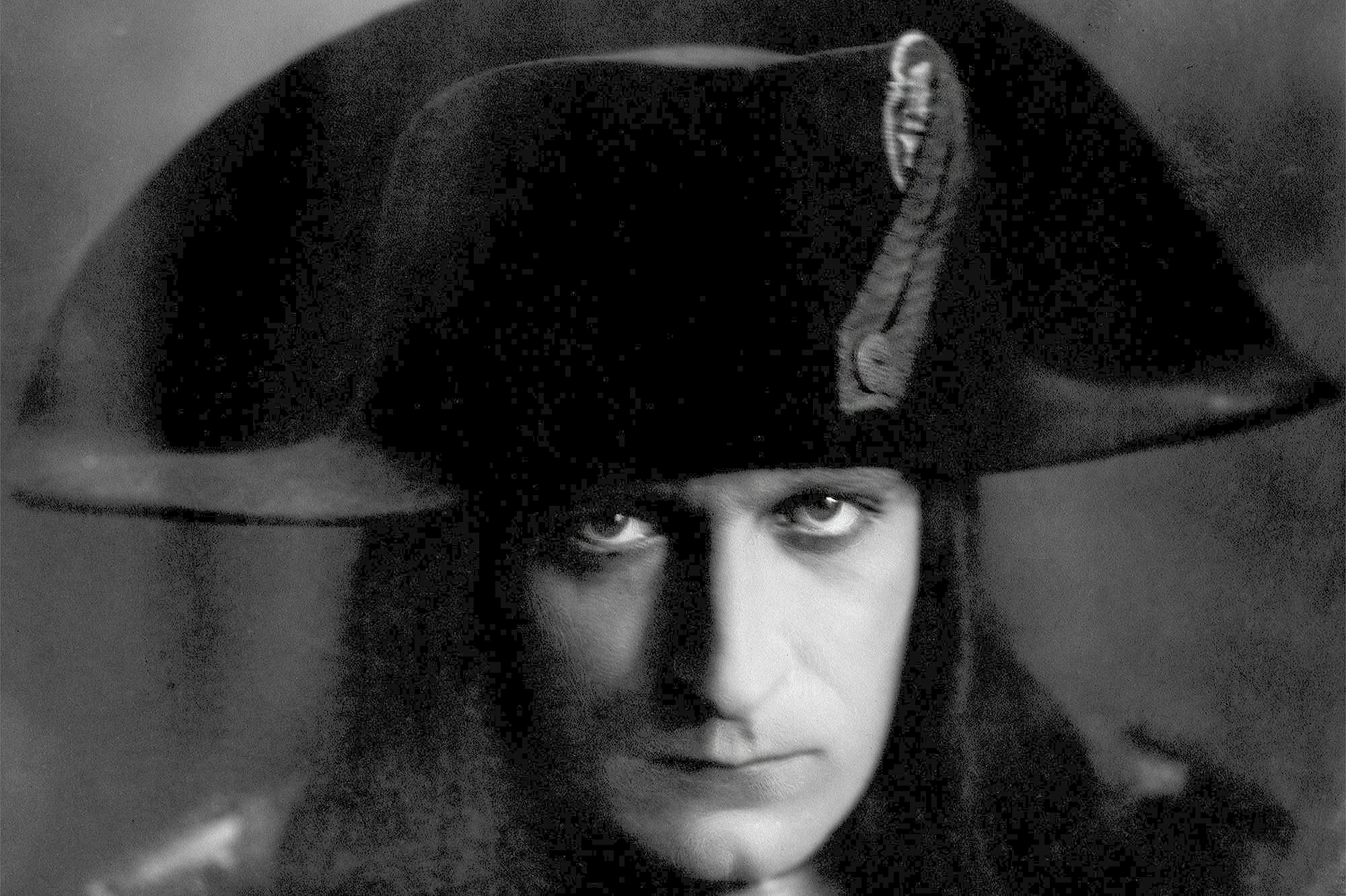
Dieudonné als Napoléon. Standfotografie von Pierre Choumoff, 1927

Der deutsche Industrielle Hugo Stinnes war an der Finanzierung der Produktion beteiligt.
Der Film war, was den Schnitt und den Einsatz von Handkameras angeht, seiner Zeit voraus. Viele Szenen wurden von Hand koloriert. Gances Absicht war es, die letzte Filmrolle durch Polyvision als Triptychon zu zeigen. Vorgesehen war, dass diesem Film noch weitere fünf, andere Quellen sprechen von sieben über Napoleon folgen sollten. Allerdings wurde hiervon wegen der Kosten abgesehen. Geplant waren die Filme über die Lebensabschnitte
1. La Jeunesse (Die Jugend)
2. Aufstand vom 13. Vendemiaire IV oder Terror
3. Schlacht von Arcola
4. Die Schlacht bei den Pyramiden
5. Die Schlacht von Austerlitz
6. Den Übergang über die Beresina
7. Die Schlacht von Waterloo
8. Das Exil auf Sankt-Helena

wobei der erste Teil dann doch schon die ersten drei Themen abdeckte.
Der Film wurde erstmals im April 1927 bei einer Galavorführung in der Pariser Oper gezeigt. Napoleon war nur in acht europäischen Städten gezeigt worden, als Metro-Goldwyn-Mayer die Filmrechte aufkaufte. Nach der Vorführung des vollständigen Filmes in London wurde er stark gekürzt. In geringem Umfang in den Vereinigten Staaten veröffentlicht, fand er kaum Beachtung zu einer Zeit, als gerade die ersten Tonfilme erschienen.

## Restaurierung
Der Filmhistoriker Kevin Brownlow führte in den Jahren bis 1980 eine Restaurierung des Films durch, die die Szenen in Polyvision beinhaltete. Diese Rekonstruktion wurde neu geschnitten und von American Zoetrope über Universal Pictures in den Vereinigten Staaten veröffentlicht. Sie wurde während der Vorführungen von einem Orchester mit Musik von Carmine Coppola begleitet. Diese Vorführungen brachten Abel Gance kurz vor seinem Tode im Jahr 1981 verspätete Anerkennung. Der Film wurde 1983 und 2000 noch weiter restauriert (diesmal mit einer Musik von Carl Davis) und beinhaltete nun auch Material, das von der Cinémathèque Française in Paris wiederentdeckt wurde.